# Smilov Laz
Smilov Laz es un pueblo inhabitado situado en el municipio de Novi Pazar en Serbia. El poblado cubre un área aproximada de 2,7 kilómetros cuadrados (1 mi²), a una altitud de 1220 metros (4002,6 pies) sobre el nivel del mar.
Desde el 2006, el poblado ha sido espontáneamente abandonado y se encuentra inhabitado desde el año 2009. Evidencias y trazos de actividad humana en los alrededores de esta población son completamente ausentes dese 2010 por estar ubicado en un lugar de extremo aislamiento a otras comunidades.